# Pavel Semjonovitsj Rybalko
Pavel Semjonovitsj Rybalko (Russisch: Павел Семёнович Рыбалко, Maly Vystorop, 4 november 1894 - Moskou, 28 augustus 1948) was een Sovjet-veldheer tijdens de Tweede Wereldoorlog en maarschalk van de pantsertroepen met de titel Held van de Sovjet-Unie.

## Levensloop
Pavel Rybalko werd geboren in het gezin van een Oekraïense fabrieksarbeider in de huidige oblast Soemy. Als jonge soldaat vocht hij in het Keizerlijk Russische Leger tijdens de Eerste Wereldoorlog. Na de Oktoberrevolutie trad hij toe tot het nieuw opgerichte Rode Leger en nam deel aan de Russische Burgeroorlog in Oekraïne en de Pools-Russische Oorlog. In de daaropvolgende jaren voltooide hij verschillende opleidingen, waaronder tussen mei 1931 en april 1934 de Frunze Militaire Academie, en begon hij een opmerkelijke carrière in het leger. In 1934 diende Rybalko als Sovjet-militair adviseur in China en klom hij op tot de rang van kolonel in 1935. Hij adviseerde het nationale Chinese leger in de strijd tegen Oeigoerse rebellen onder Ma Zhongjing in de provincie Xinjiang. Tussen februari 1936 en juni 1937 werd hij toegewezen als militair adviseur van de 8e Turkestaanse Bergkavaleriedivisie in het militaire district Centraal-Azië. Van juni 1937 tot oktober 1939 was hij militair attaché in Polen, en van april tot december 1940 bekleedde hij dezelfde functie in China. Tussendoor werd hij op 4 juni 1940 bevorderd tot generaal-majoor.

## Tijdens operatie Barbarossa
Tijdens de Tweede Wereldoorlog was hij van mei tot juli 1942 waarnemend bevelhebber van het 3e Pantserleger. Daarna beval hij vanaf juli 1942 het 5e Pantserleger aan het Brjansk-front. Van 25 september 1942 tot 26 april 1943 leidde hij het 3e Pantserleger van de Stavka-Reserve in het gebied van Voronezj en werd op 18 januari 1943 bevorderd tot luitenant-generaal tijdens de succesvolle Operatie Ostrogozjsk-Rossosj. Als waarnemend commandant leidde hij kortstondig van 27 april tot 1 mei 1943 het 57e Leger aan het Zuidwest-front.
Van mei 1943 tot mei 1945 was hij commandant van het 3e Garde Pantserleger en nam hij in 1944 deel aan belangrijke operaties voor de herovering van Oekraïne. Zijn troepen speelden een rol in de Orjol-operatie en de herovering van Charkov. In 1943 ontving hij de titel "Held van de Sovjet-Unie" en de Leninorde voor de bijdrage van zijn troepen aan de Slag om Koersk en de succesvolle oversteek van de Dnjepr.
Gedurende de rest van de oorlog vochten zijn tankformaties eind 1943 als onderdeel van het 1e Oekraïense Front in de Slag om Kiev en de Zjitomir-Berdytsjev-operatie. Op 30 december 1943 werd hij bevorderd tot de rang van generaal-kolonel. In maart 1944 bereikten zijn troepen tijdens de omsingelingsgevechten van de Proskoerov-Tsjernovitsj-operatie de bevrijding van Proskoerov.
Bij de Lvov-Sandomierz-operatie behoedde het pantserleger van Rybalko het stadscentrum van Lvov voor vernietiging. In het voorjaar van 1945 vochten zijn troepen onder bevel van maarschalk Ivan Konev in de Neder-Silezische operatie en zwenkten medio april 1945 naar het noorden om deel te nemen aan de Slag om Berlijn. In mei 1945 droeg hij bij aan de bevrijding van Dresden en Praag.

## Na de oorlog
Na het einde van de oorlog werd Rybalko op 1 juni 1945 benoemd tot maarschalk van de pantsertroepen en opperbevelhebber van de gepantserde troepen. Rybalko werd ook afgevaardigde van de Opperste Sovjet van de USSR. In die tijd onderscheidde hij zich door moedig verzet tegen de repressie die uitging van Stalin tegen Georgi Zjoekov. 
In de zomer van 1948 overleed Rybalko aan kanker waar hij al enkele jaren aan leed. Hij werd begraven op de Novodevitsji-begraafplaats in Moskou. De Marsjala Rybalko-straat in Kiev was naar hem vernoemd (sinds 2023 Rostyslavska-straat).